# Saint-Martin-de-la-Porte
Saint-Martin-de-la-Porte ist eine französische Gemeinde mit 692 Einwohnern (Stand 1. Januar 2022) im Département Savoie in der Region Auvergne-Rhône-Alpes (vor 2016 Rhône-Alpes). Die Gemeinde gehört zum Arrondissement Saint-Jean-de-Maurienne und zum Kanton Modane (bis 2015 Saint-Michel-de-Maurienne).

## Geografie
Saint-Martin-de-la-Porte etwa 60 Kilometer südöstlich von Chambéry und etwa 60 Kilometer ostnordöstlich von Grenoble am Arc. Umgeben wird Saint-Martin-de-la-Porte von den Nachbargemeinden Saint-Martin-de-Belleville im Norden, Saint-Michel-de-Maurienne im Osten, Saint-Martin-d’Arc im Südosten, Valloire im Süden, Montricher-Albanne im Westen und Südwesten sowie Saint-Julien-Mont-Denis im Westen.
Durch die Gemeinde führt die Autoroute A43. 

## Bevölkerungsentwicklung
| Jahr                       | 1962 | 1968 | 1975 | 1982 | 1990 | 1999 | 2006 | 2013 | 2021 |
| -------------------------- | ---- | ---- | ---- | ---- | ---- | ---- | ---- | ---- | ---- |
| Einwohner                  | 864  | 814  | 708  | 754  | 671  | 625  | 688  | 691  | 684  |
| Quellen: Cassini und INSEE |      |      |      |      |      |      |      |      |      |

## Sehenswürdigkeiten
- Kirche Saint-Martin
- Turm von Le Mollaret